# مايكل جرافجارد
مايكل جرافجارد (بالدنماركية: Michael Gravgaard)‏ (3 أبريل 1978 براندرس في الدنمارك - ) هو لاعب كرة قدم دانمركي في مركزي قلب الدفاع والدفاع. شارك مع منتخب الدنمارك لكرة القدم. أما مع النوادي، فقد لعب مع نادي راندرس ونادي كوبنهاغن ونادي نانت ونادي هامبورغ وRanders Sportsklub Freja ‏ ونادي فيبورج.

## وصلات خارجية
- مايكل جرافجارد على موقع الاتحاد الأوربي (الإنجليزية)
- مايكل جرافجارد على موقع رابطة كرة القدم الفرنسية للمحترفين (الإنجليزية)
- مايكل جرافجارد على موقع قاعدة بيانات كرة القدم.إي يو (الإنجليزية)
- مايكل جرافجارد على موقع ناشيونال فوتبول تيمز (الإنجليزية)
- مايكل جرافجارد على موقع Soccerway.com (الإنجليزية)